# Komisariat Straży Granicznej „Chorzele”
Komisariat Straży Granicznej „Chorzele” – jednostka organizacyjna Straży Granicznej pełniąca służbę ochronną na granicy polsko-niemieckiej w latach 1928–1939.

## Geneza
Na wniosek Ministerstwa Skarbu, uchwałą z 10 marca 1920 roku, powołano do życia Straż Celną. Od połowy 1921 roku jednostki Straży Celnej rozpoczęły przejmowanie odcinków granicy od pododdziałów Batalionów Celnych. Proces tworzenia Straży Celnej trwał do końca 1922 roku. Komisariat Straży Celnej „Chorzele”, wraz ze swoimi placówkami granicznymi, wszedł w podporządkowanie Inspektoratu Granicznego Straży Celnej „Chorzele”.
1 czerwca 1921 roku w Chorzelach stacjonowała jeszcze 3 kompania celna 1 batalionu celnego. Posiadała ona swoje placówki w miejscowościach: Zaręby I, Zaręby II, Kopiejka, Chorzele, Wasiły, Wólka, Ryki-Borkowo i w Janowie. Na przełomie roku 1921/1922 ochronę granicy państwowej w tym rejonie od pododdziałów 1 batalionu celnego przejęła Straż Celna.
W drugiej połowie 1927 roku przystąpiono do gruntownej reorganizacji Straży Celnej. W praktyce skutkowało to rozwiązaniem tej formacji granicznej.
Rozkazem nr 1 z 12 marca 1928 roku w sprawach organizacji Mazowieckiego Inspektoratu Okręgowego Straży Granicznej Naczelny Inspektor Straży Celnej gen. bryg. Stefan Pasławski powołał komisariat Straży Granicznej „Chorzele”, który przejął ochronę granicy od rozwiązywanego komisariatu Straży Celnej. 

## Formowanie i zmiany organizacyjne
Rozporządzeniem Prezydenta Rzeczypospolitej Polskiej Ignacego Mościckiego z 22 marca 1928 roku, do ochrony północnej, zachodniej i południowej granicy państwa, a w szczególności do ich ochrony celnej, powoływano z dniem 2 kwietnia 1928 roku  Straż Graniczną.
Rozkazem nr 1 z 12 marca 1928 roku w sprawach organizacji Mazowieckiego Inspektoratu Okręgowego Naczelny Inspektor Straży Celnej gen. bryg. Stefan Pasławski przydzielił komisariat „Chorzele” do Inspektoratu Granicznego nr 2 „Przasnysz” i określił jego strukturę organizacyjną. 
Rozkazem Inspektora Okręgowego z 2 kwietnia 1928 komisariat „Janowo” przekazał placówkę „Wólka Zdziwolska” i „Ryki Borkowe” komisariatowi „Chorzele”.
Rozkazem Mazowieckiego Inspektora Okręgowego nr 7 z 25 maja 1928 placówka II linii „Grabowo” przeniesiona została do komisariatu SG „Myszyniec”.
Rozkazem nr 9 z 18 października 1929 roku w sprawie reorganizacji Mazowieckiego Inspektoratu Okręgowego komendant Straży Granicznej płk Jan Jur-Gorzechowski określił numer i nową strukturę komisariatu.
Rozkaz komendanta Straży Granicznej płk. Jana Jura-Gorzechowskiego z 10 maja 1938 roku w sprawie terminologii w odniesieniu do władz i jednostek formacji, wydany w związku z rozkazami KSG z 25 i 29 kwietnia 1938 roku,  przemianował inspektoraty graniczne na obwody Straży Granicznej z dodaniem nazwy miejscowości, w której jednostka stacjonuje. Jednocześnie nakazał używanie w stosunku do kierowników komisariatów i placówek nowych terminów: „komendant komisariatu” i „dowódca placówki”. Komisariat wszedł w skład struktury Obwodu Straży Granicznej „Przasnysz”.

## Służba graniczna
Sąsiednie komisariaty:
- komisariat Straży Granicznej „Myszyniec” ⇔ komisariat Straży Granicznej „Szczepkowo Borowe” − 1928'
- komisariat Straży Granicznej „Krukowo” ⇔ komisariat Straży Granicznej „Szczepkowo Borowe” − październik 1929

## Funkcjonariusze komisariatu
| Kierownicy/komendanci komisariatu | Kierownicy/komendanci komisariatu | Kierownicy/komendanci komisariatu | Kierownicy/komendanci komisariatu |
| stopień                           | imię i nazwisko                   | okres pełnienia służby            | kolejne stanowisko                |
| --------------------------------- | --------------------------------- | --------------------------------- | --------------------------------- |
| podkomisarz                       | Leon Mazurkiewicz                 | - 12 VIII 1939                    | kwatermistrz O SG „Chorzów”       |
| wz. aspirant                      | Marian Stryczniewicz              | 29 III 1939 - 3 VI 1939           | komisariat „Zaręby”               |
| aspirant                          | Jan Pększyc                       | 12 VIII 1939 -                    |                                   |
| Zastępcy komendanta komisariatu   |                                   |                                   |                                   |
| przodownik                        | Roman Stuszewski                  | – 30 IV 1939                      |                                   |
| starszy strażnik podchorąży       | Marian Gollas                     | 1 V 1939 –                        |                                   |

## Struktura organizacyjna
Organizacja komisariatu w marcu 1928:
- komenda − Chorzele
- placówka Straży Granicznej I linii „Sosnówek”
- placówka Straży Granicznej I linii „Chorzele”
- placówka Straży Granicznej I linii „Wasiły-Zygny”
- placówka Straży Granicznej I linii „Pełty”
- placówka Straży Granicznej II linii „Chorzele”
- Placówka Straży Granicznej II linii „Grabowo”
- placówka Straży Granicznej II linii „Przasnysz”

Organizacja komisariatu w październiku 1929:
- 3/2 komenda − Chorzele
- placówka Straży Granicznej I linii „Sosnówek”
- placówka Straży Granicznej I linii „Chorzele”
- placówka Straży Granicznej I linii „Wasiły-Zygny”
- placówka Straży Granicznej II linii „Chorzele”
- placówka Straży Granicznej II linii „Przasnysz”

Organizacja komisariatu w 1933 i 1934:
- komenda − Chorzele
- placówka Straży Granicznej I linii „Sosnówek”
- placówka Straży Granicznej I linii „Chorzele”
- placówka Straży Granicznej I linii „Wasiły-Zygny”
- placówka Straży Granicznej II linii „Chorzele”

Organizacja komisariatu w 1937:
- komenda − Chorzele
- placówka Straży Granicznej I linii „Cupel” (???)
- placówka Straży Granicznej I linii „Sosnówek”
- placówka Straży Granicznej I linii „Chorzele”
- placówka Straży Granicznej II linii „Chorzele”

Organizacja komisariatu w 1939:
- komenda − Chorzele
- placówka Straży Granicznej I linii „Sosnówek”
- placówka Straży Granicznej I linii „Chorzele”
- placówka Straży Granicznej I linii „Wasiły-Zygny”
- placówka Straży Granicznej II linii „Chorzele”
- placówka Straży Granicznej II linii „Przasnysz”